# Rigomagus
Rigomagus was in de Romeinse tijd een legerplaats (castra), later een fort (castellum) voor hulptroepen (auxilia) aan de Neder-Germaanse limes, gelegen bij Remagen. Het is het laatste fort zuidwaarts aan de Rijn van de Neder-Germaanse limes. Het fort was gelegen aan de Midden-Rijn in het rivierdal bij de tegenwoordige stad Remagen in Rijnland-Palts, bij de grens met Noordrijn-Westfalen. De Rijn stroomt hier door een smal doorbraakdal, alvorens bij Bonn in de Noord-Duitse Laagvlakte te stromen.

## Toponymie
Rigomagus is het verlatijnst Keltisch toponiem van de Keltische woorden Rīgs = Koning en Magos = veld, waaruit de Germaanse naam Remagen ontstond. (Vergelijk ook Noviomagus naar Nijmegen).

## Archeologische vondsten
Archeologisch onderzoek bestond in Duitsland al in de eerste helft van de 19e eeuw. Onder de naam "Bonner Jahrbücher" verschijnt sinds 1842 een archeologisch tijdschrift, met vele verwijzingen naar Rigomagus. Onder de titel "Remagen im Mittelalter und zur Römerzeit" werd in 1885 archeologisch onderzoek uit deze periode beschreven. In 1906 werd het opgravingsonderzoek beschreven uit de periode 1903 tot 1906, in het artikel "Ausgrabungs- und Fundberichte des Provinzialmuseums in Bonn".
De vondsten van deze opgravingen werden tentoongesteld in een 15e-eeuwse Gotische kapel, die hiertoe verbouwd werd. Bij deze verbouwing werden net onder de vloer grote kolomvoeten gevonden, die behoorden tot het entreegebied van het hoofdgebouw van het Romeinse fort. Ze zijn bewaard gebleven met hun fundamenten op hun oorspronkelijke plaats en toegankelijk gemaakt via een kelder. In de Tweede Wereldoorlog is veel van de collectie van het museum verloren gegaan, maar in 1989 werd het museum heropend.
In 2017 werd op een bouwplaats in het stadscentrum van Remagen tijdens opgravingen een Romeins badgebouw met vloerverwarming gevonden, een deel daarvan werd omschreven als "zeer goed bewaard gebleven". Ook werd er keramiek uit Zuid-Frankrijk gevonden. Tijdens de opgravingen naast het voormalige fort werden munten, overblijfselen van putten evenals de funderingsmuren en kelders van verschillende woongebouwen ontdekt. De vondsten dateren uit de 1e tot de 4e eeuw n.Chr.

## Werelderfgoed
De Nederlandse en Duitse regering hadden de Neder-Germaanse limes in 2011 voorgedragen voor de kandidatenlijst voor het werelderfgoed als uitbreiding op de delen in Duitsland en Engeland. Op 9 januari 2021 werd het nominatiedossier aan de UNESCO aangeboden, met daarin de meest complete en best bewaarde vindplaatsen uit de Romeinse tijd.
Op 4 juni werd een positief advies uitgebracht door ICOMOS.
Het nominatiedossier onderscheidt vijf fases van het fort:
1. een hulptroepenfort uit de tijd van Keizer Augustus.
2. een fort van hout en aardwerk uit de tijd van Tiberius Julius Caesar Augustus-Claudius I.
3. na de verwoesting tijdens de Bataafse Opstand in 69 herbouwd in steen.
4. tussen 270-280 versterkt onder de regering van Constantijn de Grote.
5. latere versterkingen in de laat-Romeinse periode bovenop de muren van het oude fort.